# Sampalan Tengah
Sampalan Tengah is een bestuurslaag in het regentschap Klungkung van de provincie Bali, Indonesië. Sampalan Tengah telt 1644 inwoners (volkstelling 2010).